# 高畠素之
高畠 素之（たかばたけ もとゆき、1886年1月4日 - 1928年12月23日）は、日本の社会思想家、哲学者。資本論の全訳を行い、国家社会主義を唱えた。

## 人物
旧前橋藩士の子。クリスチャンとなり同志社神学校に入るも、途中キリスト教を捨て中退。高崎市で社会主義雑誌『東北評論』を発刊、1908年新聞紙条例により禁固2ヶ月の刑を受け入獄、獄中で英訳のカール・マルクス『資本論』（1867年出版）に出合う。
1911年、売文社に入り社会主義活動に身を挺す。1915年、堺利彦・山川均らと『新社会』を発行することで、マルクス主義を紹介した。特に1917年からカール・カウツキーの『資本論解説』（原題『カール・マルクスの経済学説』、1887年出版）を翻訳したことは、彼のマルクス研究者としての地位を確固のものとした。
一方、折からのロシア革命の影響を受け、1918年1月、『新社会』に「政治運動と経済運動」を発表し、山川均・荒畑寒村らと社会主義運動の方法論をめぐって争った。この後、国家社会主義の傾向を深めたため、堺利彦・山川均らとは分裂し、国家社会主義運動の旗手となる。
1919年から1925年にかけて福田徳三らとともにカール・マルクスの『資本論』日本初の全訳に成功し、当時のマルクス研究の主要研究者と目されながらも、右翼団体・国粋団体と提携して右傾化の傾向を深めた。1923年1月、上杉慎吉らと経倫学盟を設立した。他に翻訳・執筆本を多数発刊した。

## 生涯
高畠素之の生涯は大きく三つの時期に分けられる。（1）生誕から社会主義思想家として立つまで、（2）そこから国家社会主義を提唱するまでのいわゆる正統派マルクス主義者の時代、（3）国家社会主義提唱から晩年までである。

### 第一期　生誕
高畠は、1886年（明治19年）1月4日、旧前橋藩士の五男として群馬県前橋市に生れた。
地元の旧制前橋中学に入学。在学中、前橋を訪れた海老名弾正や木下尚江の講演を聴き、キリスト教や社会主義に影響を受ける。
1906年（明治39年）、前橋中学校を卒業。経済的な問題から同志社神学校（奨学金が給付されていた）に入学し、哲学と宗教を学ぶ。高畠の同志社入学時は日露戦争の直後であった。そのため平民社系の社会主義運動の影響を受け、遠藤友四郎、伊庭孝と、同志社内で社会主義を宣伝した。そのため在学一年程度で退学、社会主義者として著名であった堺利彦を頼るも、相手にされず郷里前橋に戻った。
前橋に戻った高畠は、1908年（明治41年）5月、遠藤友四郎らと『東北評論』を発行し、地元柳川町で社会主義運動の第一歩を踏み出す。この頃の高畠は、時代の影響から正統派社会主義の論陣を張っていた。1908年（明治41年）には赤旗事件に対する筆禍に問われ、高畠は編集者として禁錮4月の判決を受けた。

### 第二期　正統派マルクス主義者
1908年に出所した高畑は、新たな運動の可能性を求め神戸、大阪、名古屋を放浪。京都では第三高等学校の英語教師ケデーの門番をつとめたほか、夜間学校の英語教師も務めた。
一方、1910年（明治43年）9月には、社会主義者で『共産党宣言』翻訳者の堺利彦が、大逆事件で壊滅した日本の社会主義者のため、東京市四谷南寺町（現・須賀町）売文社を立ち上げ、その名の通りの売文稼業で生計を立てていた。堺はその後に大逆事件で死刑になった人々の遺族を弔うべく、西日本を旅していた。高畠に転機が訪れるのは、1911年（明治44年）頃に、岩崎革也の手引きで堺に再会したことにある。堺は、高畠が既にドイツ語を身につけていたので、すぐさま売文社の技手として雇うことにした。
こうして高畠は1911年（明治44年）9月、売文社に入社した。当時は大杉栄がフランス語を、高畠素之がドイツ語を担当していた。明治から大正初年にかけては、日本では社会主義者に対する取り締まりが極度に厳しかったため、売文社では、政府の圧迫を避けるため、『へちまの花』と題した文芸雑誌風の読み物を編集し、わずかに同志間の連絡を保つことしかできなかった。しかし第一次世界大戦による政治情勢の変化し、社会主義に対する取り締まりの軟化を見てとった堺は、直ちに『へちまの花』を『新社会』と改題し、1915年（大正4年）9月、社会主義運動を高唱し始めた。
1916年（大正5年）には山川均が売文社に合流し、しばらくして売文社は堺利彦・山川均・高畠素之の合名会社となった。
高畠は、1917年（大正6年）から『資本論解説』の翻訳を開始。マルクス経済学の数少ない参考書を世間に発表する。また売文社でも、山川均とともに中枢的位置を占めるようになった。

### 第三期　国家社会主義の提唱
高畠は、第一次世界大戦とこれに続くロシア革命の影響を受け、1918年（大正7年）に「政治運動と経済運動」を執筆する。社会主義運動は、単に経済運動（ストライキなどによる革命）のみならず、政治運動＝議会進出が必要であることを強調した。この提言は、無政府主義＝アナーキズム的色彩の強かった日本の社会主義に大きい波紋を広げた。
この高畠の提言を受け、直ちに山川均・荒畑寒村らが反論を掲げ、しばし論争となった。この頃から、高畠にようやく後年の国家社会主義的傾向が芽生えはじめ、堺利彦とともに軍人・右翼の集会であった老壮会に出入するなどし、売文社の間に微妙な空気を醸し出すことになった。しかし山川らとの論争の後、山川と荒畑は偶然にも『青服』の筆禍事件で禁固4ヶ月に処される。これにより売文社内の勢力関係は一変し、高畠派の圧倒的優位の状況に変化した。
これを受け、高畠は自己の影響下にあった北原龍雄・遠藤友四郎・茂木久平・尾崎士郎らとともに国家社会主義運動の開始を堺利彦に打診する。堺は社会主義の実践活動は時期尚早と判断し、山川・荒畑の復帰後、売文社を分けることを提案し、高畠も了承した。1919年（大正8年）4月、高畠一派の牛耳るところとなった売文社は、国家社会主義の発行所となった。国家社会主義者として世に出た高畠は、その没年に至るまで、主として『資本論』の翻訳に時間を費やした。この時期の高畠は以下の三つの側面がある。

#### （1）国家社会主義
高畠は堺・山川と袂を分かったのち、支持者とともに新たな売文社で『国家社会主義』を創刊した。当時、日本はヨーロッパの政局の変化を受け、社会主義に対する取り締まりが若干緩くなりつつあった。この機会を捉えた高畠は、暴力革命の否定を強調することで、政府の弾圧をかわすことができると考えていた。しかし、『国家社会主義』創刊号は発売禁止となり、ただちに財政的打撃を受けた。本誌は、第2号以下、4号まで発刊したが、結局は発売中止、廃刊のやむなきに至った。
高畠は、『国家社会主義』の廃刊直後には友人の遠藤友四郎とともに『霹靂』を創刊し、次いで1920年（大正9年）には『大衆運動』を、同年再び第1次『局外』を創刊した。『局外』は、翌年には紙数を大幅に増補した拡大版『局外』（第2次）に発展したものの、関東大震災によって壊滅し廃刊した。
一方で、1922年（大正11年）12月には、東京帝大教授の上杉慎吉と経綸学盟を締結し、1923年（大正12年）に極右と称された大化会の顧問となった。この大化会の援助を受け、再び高畠門下を動員して『週刊日本』の発刊を行い、国家社会主義の宣伝に勉めた。
この後、大鐙閣版『資本論』の翻訳完成前後から大化会との関係が薄まると、再び高畠門下を動員し、1924年には第1次『急進』、1925年には第3次『局外』などの小雑誌を発刊し、何度も主義の宣伝に勉めている。
1928年（昭和3年）5月5日、故郷前橋で講演を行っている。講演内容は「急進愛国主義の理論的根拠」であったとされている。この講演内容は、高畠没後、その門下によって何度か出版され、高畠国家社会主義の簡便な解説書として流通した。

#### （2）マルクス研究者
1918年（大正7年）から昭和初期にかけては日本の社会主義運動は進捗期であったが、世間の要求に応えられる手頃な入門書はほとんどなかった。こうした中、高畠は、マルクス研究者としても活動し、マルクス主義者として日本でも高名であったカウツキーの『資本論解説』を翻訳した。
高畠は『資本論解説』の外、『財産進化論』、『社会主義社会学』などの社会主義関連書籍の翻訳書を多数発表しているが、自身の研究成果も公表している。それらは『社会主義と進化論』、『マルクス学研究』、『社会主義的諸研究』、『マルクス十二講』（後に『マルクス学解説』）『地代思想史』『マルクス経済学』などとなって現われた。

#### （3）社会評論家
『資本論』翻訳者や、社会主義の研究者などの外社会評論家としても活動した。
高畠の投稿先は、自身の機関紙の外、『太陽』、『改造』、『解放』、『中央公論』、『経済往来』（後の『日本評論』）、『読売新聞』、『報知新聞』などの中央雑誌・新聞であり、多数のエッセイや論文を残している。これらの中で比較的有名なものは、『自己を語る』『論・想・談』にまとめられた。
高畑は『資本論』全訳、マルクス経済学の権威、国家社会主義者、社会評論家と、多数の顔を持ったが、その絶頂期とも言える時期に病に倒れ、そして突如として1928年（昭和3年）12月23日に、胃癌のため自宅にて没した。葬式には、堺利彦ら左翼や高畠門下を始め、上杉慎吉、赤尾敏、梅津勘兵衛など多数の右翼の関係者が集まった。墓所は多磨霊園。

## 『資本論』翻訳
高畠が『資本論』に出会ったのは、『東北評論』の筆禍事件で下獄した1908年である。それは当時出版されつつあった英訳の『資本論』であったが、以後高畠はドイツ語原本で『資本論』を読む必要を感じ、独学でドイツ語を習得した。
『資本論』は、ユニテリアン教会伝道団体の統一基督教弘道会の会長で社会民衆党議長の安部磯雄により1909年からごく一部が翻訳されたことはあったが、マルクス経済学独自の用語の難解さもあり、必ずしも読者を満足させるものではなかった。しかし以後のマルクス経済学の進捗と、第一次世界大戦より来たった社会主義の流行と相俟って、日本の読書会にも『資本論』翻訳が熱望されるに至った。
高畠は1911年に売文社に入社する以前から『資本論』の研究を始めていたが、売文社入社と『新社会』発刊以後、マルクス研究に果敢に乗り出していく。特に『新社会』に連載されたカウツキーの『資本論解説』は苦心の産物であり、この時に生み出された多くの専門用語が、後に高畠訳『資本論』に流れ込んでいった。高畠自身が言うように、高畠の『資本論』理解は、カウツキーの『資本論解説』による所が大きい。
このように長時間かけて『資本論』研究を続けた高畠は、堺・山川と袂を分かった後、折からの社会主義流行も関係して、自らの主宰する売文社で高畠訳『資本論』の発行を企図していた。ところがこれを聞きつけた堺利彦の推薦もあり、高畠は福田徳三門下と共同で『マルクス全集』の一環として、複数人による『資本論』翻訳を諒承した。そこでは高畠は『資本論』第1巻を担当することになっていた。
しかしこの動きと前後して、突如として松浦要と生田長江の『資本論』翻訳が出版された。この松浦訳と生田訳の『資本論』は、必ずしも識者を満足させるに至らなかったが、当の高畠自身が執拗に攻撃し、また罵詈雑言を浴びせかけ、遂には完訳を断念するのやむなきに至らしめたほどであった。こうして同業者を駆逐した後、高畠は1920年6月、まず『資本論』第1巻第1分冊を大鐙閣から出版した。
高畠は第1巻第2分冊以下を順調に刊行していったが、途中で福田徳三門下が翻訳を放棄したため、第3巻も高畠の翻訳担当となり、続いて第2巻翻訳者も遁走したため、結局高畠が『資本論』全3巻を独力で翻訳することになった。そのため第1巻、第3巻、第2巻という順序で刊行され、また出版社の大鐙閣が関東大震災の余波で倒産し、而立社（大鐙閣の番頭だった面家が作った出版社）で第2巻が出版されるなどの変更があった。しかし兎にも角にも、この大鐙閣‐而立社で、1924年（大正13年）7月、日本で初めて『資本論』が完訳された。
しかし大鐙閣版『資本論』は、高畠自身、満足できるものではなかった。高畠によると、余りに原文に忠実に訳しすぎたため、訳文のみでは何を書いているか分らないものになってしまったというのである。
新潮社版
高畑は、大震災による紙型の焼失を幸いとして、また新潮社からの申し出もあり、直ちに改訳に着手した。高畠はまず原文を見ずに大鐙閣版『資本論』中の難読箇所を自在に書き改め、ついで再び原文と照らし合わせて訳文の完成を期した。そのため原文の直訳を求めつつ、極力日本文として分りやすい訳文を作る努力を繰り返した。こうして生まれたのが、（1925年大正14年）10月から1926年（大正15年）10月にかけて新潮社から出版された改訳『資本論』全四冊である。
高畠もこれには自信をもったらしく、大鐙閣版完成の折は断ったという翻訳完成の慰労会を受け、1926年（大正15年）10月23日、本郷の燕楽軒で「資本論の会」が開かれた。「資本論の会」は、60人余りの出席者だったとされるが、日頃、高畠と意見のあわなかった吉野作造を始め、上杉慎吉、石川三四郎、平野力三、小川未明、辻潤ら左右両極、修正派・無政府主義者と多彩な顔ぶれであった。
改造社版
この新潮版『資本論』から誤字脱字の修正を行い、当時流行しつつあった円本ブームに乗るかたちで出版されたのが、1927年から翌年にかけて発行された改造社版の『資本論』である。これは戦前の翻訳『資本論』の定本と言われており、全5冊であった。これは高畠が「一先ず拙訳資本論の定本たらしめん」ことを期したものである。
高畠は1928年、改造社版『資本論』終結の8ヶ月後に死去した。『資本論』翻訳に携わった時間は、最も精力的に活躍した7年間であったため、関係者には、高畠は『資本論』の翻訳と引き換えに死んだようなものだと噂された。高畠の『資本論』翻訳は、大変な熱意と努力、継続の結晶であった。事実、高畠が改造社版『資本論』を終えた時、座布団の下の畳は既に腐っていたといわれている。
翻訳の特徴
高畠の翻訳の特徴は、極力無駄な言葉を省き、日本文としてこなれたものを求めたと言われる。これは大鐙閣版『資本論』が直訳的であるのに対し、改造社版が流暢な日本語に置き換えられていることからも推察される。しかしこのような訳法に対して批判がないわけではなかった。特に事実上、改造社版『資本論』と商売上で争うことになった河上肇は、自身の『資本論』翻訳に際しては、極力原文に忠実に訳すことを目的とし、ためにまま日本語として意味の通じぬところも已むなしとしたほどであった。
これは『資本論』の如き難解の書を訳す場合には、訳者の訳法に影響されるものであるが、これについて三木清が高畠訳を批判したため、いささか論争を起こしたことがあった。また高畠も、河上が高畠訳を批判する割りに、自身の翻訳は一向に完成させないことに苛立ちを覚えていたと言われている。しかし河上の翻訳は結局完成せず、また高畠自身もそれを知ることなく世を去った。
没後
『資本論』翻訳は、高畠の没後も、河上肇(宮川実と共訳、岩波文庫・第一巻の第五分冊まで、その後改造社から第一巻上冊のみ下冊は校正段階で中絶)、その門下の長谷部文雄(日本評論社。第一巻上下のみ第二巻以降は刊行できず)らによって試みられるが、時勢の困難もあり、遂に完訳には至らなかった。そのため高畠訳『資本論』は、戦前を通じて唯一の全訳『資本論』となった。
敗戦後、高畠訳『資本論』は二度ほど出版されたが（未来社、東洋書館）、既に長谷部文雄(日本評論社のちに青木書店、角川文庫、河出書房)、向坂逸郎(岩波文庫)、岡崎次郎（大月書店、マルクス・エンゲルス全集）らによって新訳が刊行されたこともあり、時代的使命を終えて今日に至っている。

## 国家社会主義政党の構想
また、1920年代には高畠は国家社会主義政党として無産愛国党なるものを構想していた。現実的には殆んど何も決まっていなかったのだが、全八条からなる綱領は、以後の国家社会主義運動にそれなりの影響を与えた。以下、要点のみを挙げておく。
- - 第一条、国家国体に対する絶対的恭順
  - 第二条、国家国体に対する犯罪の取締法規を極度に峻厳化する
  - 第三条、農民の生活安定策（配給制や低利資金の融資）の実施
  - 第四条、工場労働者の生活安定
  - 第五条、徴兵に伴う失業防止策
  - 第六条、物価の公定策
  - 第七条、軍備の非拡張的充実
  - 第八条、対中国外交の非帝国主義的合理化による日中共存

## 高畠以後
高畠没後の国家社会主義は、津久井龍雄や石川準十郎を中心に動いていく。そのため高畠が長生しても、政治的方面としては津久井、研究者的側面としては石川を越えるものではなかったであろうとされている。
津久井は主として国家主義者として実践的に活動した。1936年の二・二六事件以後、日本の状勢が一変すると、津久井は寧ろ反軍運動に転向し、敗戦後は再び日中友好を唱えて転向するなど、二転三転した。しかし高畠的な冷徹な観察眼を保持していたといわれている。
それに対し、石川は、主として研究的側面に高畠理論を発展させた。特に石川は、高畠にあっては国家と社会との関係が整合的に捉えられていなかった点を踏み込んで分析し、国家が亡びても社会はなくならず、常に社会を基準として再び国家を取り戻す運動が起こることを指摘している。しかし国家なき社会が如何に悲惨な境遇に置かれるかを指摘し、国家必要の重要性を強調している。
また軍部や日中戦争にも批判的で、特に政府が単なる支配維持の為に、共産主義を含むあらゆる革新的主義・主張を弾圧し、国民にそれらを知らしめぬよう弾圧を加えることを批判している。彼はそのような神国主義政治は、必ずや決定的な危険を伴うことを繰り返し指摘し、数少ない支持者とともに日夜研究を重ねていたといわれている。石川は1934年に大日本国家社会党を結成して党首となったが、大政翼賛会以後に次々と政党が解党していく中、最後まで労働組合を背景に政治活動をしていたことでも知られている。
ナチス研究は、既に日本政府が1934年には始めていたが、石川が1943年に出版した『マイン・カンプの研究』は、その名の通り、ヒトラー『我が闘争』第一部の研究書であった。石川は自己の国家社会主義の正しさを信じ、敗戦後も一貫して国家社会主義を奉じた。

## 編纂・著書・翻訳

### 編纂
- 『社會問題總覽』（公文書院、1920年）
- 『社會經濟思想叢書』（事業之日本社、高畠素之編纂）
- 『社會問題辞典』（新潮社、1925年）- 高畠素之著となっている。社会問題の辞典類では最初期のものである。
- 『經濟學説大系』（而立社、安倍浩と共訳）- 著名な経済学説の抜粋集。高畠素之は殆んど訳していない。
- 『社會哲學新學説大系』（新潮社、北昤吉と編輯）- 高畠門下を多数動員して編纂されたもの。著名な外国書の訳述。ただし短編の場合は全訳に近いことをしている。
- 『マルクス思想叢書』（新潮社、高畠素之編輯）

### 著書
- 『社會主義と進化論』（賣文社、1919年） - 高畠素之の最初の研究書。公文書院（1919年）、大鐙閣（1921年）でも改訂出版している。『社会進化思想講話』と改題してアテネ書院（1925年）で改訂出版し、最終的に改造社（昭和2年）で『社会主義と進化論』に名を戻して出版している。売文社とアテネ書院との間で大幅な改訂が加えられている。
- 『マルクス學研究』（公文書院、1919年） - 高畠素之のマルクス研究の初期研究書。大鐙閣でも同年に出版している。内容は同じ。
- 『社會主義的諸研究』（大衆社、1920年） - マルクス研究の第二研究書。大鐙閣でも同年に出版している。
- 『幻滅者の社會觀』（大鐙閣、1922年） - 初のエッセイ集。
- 『マルクス十二講』（新潮社、1926年） - 高畠素之が最も網羅的にマルクス研究を行ったもの。マルクスの伝記より地代学説に及ぶ。『マルクス学解説』と改題・改訂して改造社（1928年）より出版。
- 『自己を語る』（人文會出版部、1926年）- 二冊目のエッセイ集。増補版が同じ出版社から1928年に出ている。
- 『マルキシズムと國家主義』（改造社、1927年） - 『マルキシズム概説』と『国家主義概説』を足したもの。それぞれ講座物で発表されていた論文。
- 『論・想・談』（人文会出版部、1927年）- 三冊目のエッセイ集。
- 『地代思想史』（日本評論社、1928年） - 『社会科学叢書』の一冊として発売された。冒頭に『農政研究』第六巻所収論文を収める。主としてマルクス系の地代研究書。地代論争が起こる以前のものでもある。
- 『ムッソリーニとその思想』（事業之日本社、1928年） - ムッソリーニの伝記とファシスト党の概説。全四章の内、第二章を津久井龍雄が執筆している。
- 『マルクス経済學』（日本評論社、1929年） - 『現代経済学全書』の一冊。高畠素之の絶筆で、全体の三分の一ほどを執筆している。
- 『批判マルクス主義』（日本評論社、1929年） - 高畠素之の死後に門下によって発表された国家社会主義関係の論文集。大正末年までに完成していた同名の書物（未発表）に、その後の論策を加えたもの。マルクスの価値論争に加わった「マルクス価値説の矛盾」などを含む。
- 『英雄崇拝と看板心理』（忠誠堂、1930年） - 門下が高畠素之の遺稿を集めてつくったもの。

### 翻訳
- 『資本論解説』（売文社、1919年） - カウツキーの『カール・マルクスの経済学説』を翻訳したもの。三田書房（1919年）から同じものが、而立社（1924年）とアテネ書院（1925年）からその改訂版が、最後に改造社（1927年）から決定版が出版された。

- 『資本論』

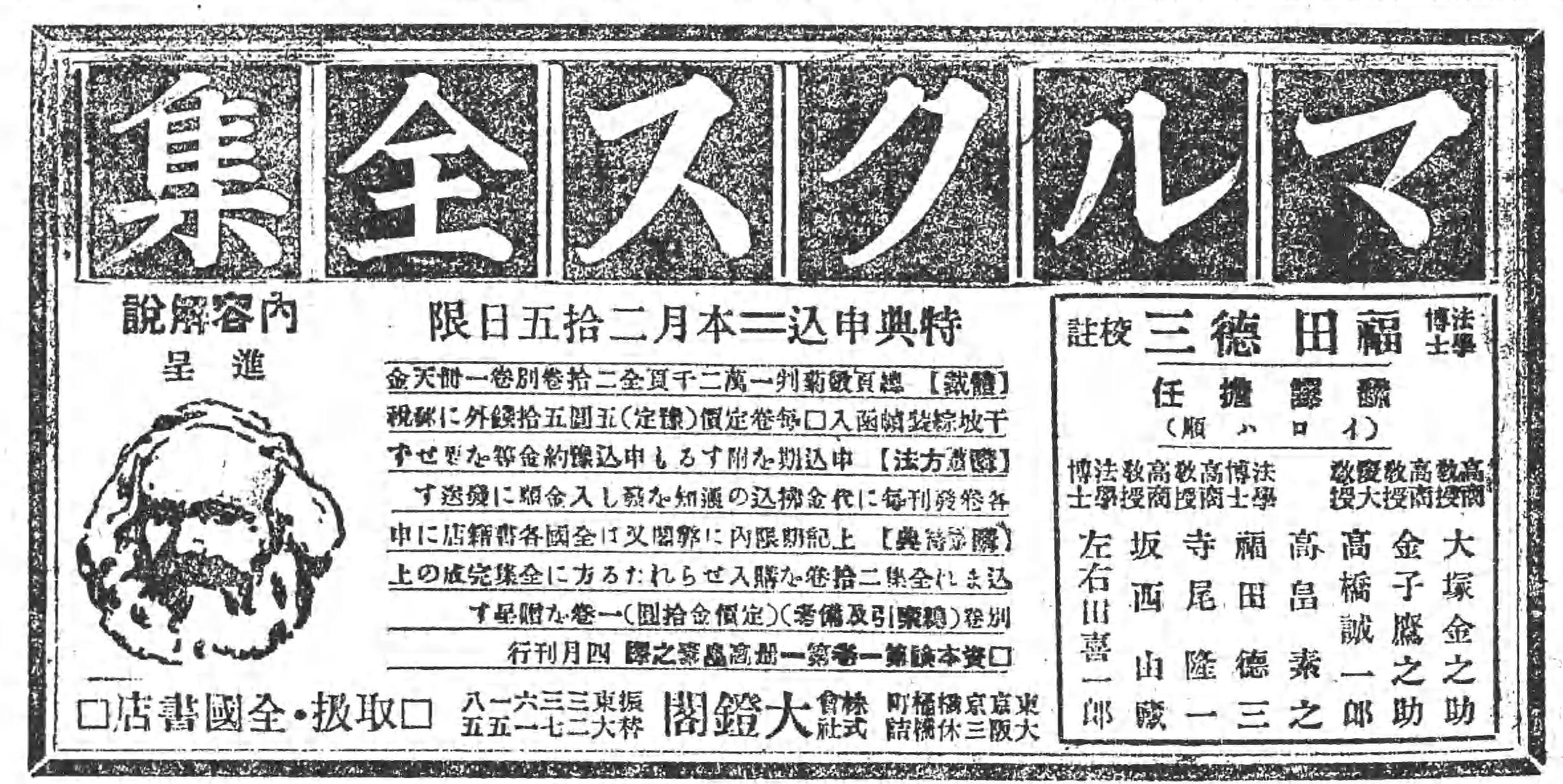
大鐙閣『マルクス全集』の1920年の官報公告。

  1. 大鐙閣（第1巻、第2巻、第3巻。1920年～1922年） - 『マルクス全集』に収録。第1巻（3冊）、第2巻（1冊）、第3巻（4冊）の計8冊(全集の第一巻から第四巻及び第六巻から第九巻)[20]。当初共訳は高等商業学校教授の大塚金之助、同じく高商教授金子鷹之助、慶大教授高橋誠一郎、法学博士福田徳三、高商教授寺尾隆一、高商教授坂西山蔵、法学博士左右山喜一郎。校註は法学博士福田徳三であったが、第一冊刊行後福田が手を引くと福田門下の大塚、金子、寺尾、西山、左右田の各氏も手を引き、第二巻担当の高橋氏も手を引いた。
  2. 而立社（第二巻(２冊、全集の第七巻)：1923年～1924年） -上記の大鐙閣版全集の続き。大鐙閣倒産後に而立社（じりゅうしゃ）が肩代わりして出版した。
  3. 新潮社（1925年～1926年） - 大鐙閣・而立社の全面改訂版。大幅に訳文が変った。
  4. 改造社（1927年～1928年） - 高畠素之翻訳『資本論』の決定版。戦前の定本でもあった。当初改造社の『マルクス。エンゲルス全集』の一部として企画が進行していたが、他社より廉価版の「資本論」の訳書が刊行される事になったため独立したものとして刊行された。全集の中には組み入れられなかったが、判型や小豆色のカバーは同型。
- 『社會主義社會學』（三田書房、1920年） - アーサー・M・ルイス（Arthur Morrow Lewis）の『社会学への手引き』の訳述[21]。大鐙閣（1921年）で同じものが出版され、『社会学講話』と改題してアテネ書院（1925年）から再版、最終的に改造社（昭和二年）からも出版された。
- 『財産進化論』（大鐙閣、1921年） - ポール・ラファルグの著書の翻訳。『財産の進化』と改題して新潮社（1925年）からも『新学説大系』の一冊として出た。
- 『古代社會』（上下冊。而立社、1924年） - ルイス・ヘンリー・モーガンの著書の翻訳。ただし上冊の大半と下冊すべては村尾昇一が翻訳した。
- 『唯物史觀の改造』（新潮社、1924年） - ツガン・バラノヴスキイ（Tugan-Baranovsky）の著書『マルキシズムの学説的基礎』（部分）を訳述したもの。
- 『社會學思想の人生的價値』（新潮社、1925年） - アルビオン・スモールの著書の訳述。『新学説大系』の一つ。
- 『マルクスの余剰價値説』（実業之日本社、1925年） - 主として『資本論』中の剰余価値学説に関係する部分を抜粋し、他の学者の説を並置解説したもの。書名の余剰は高畠の訳語で他の訳者は剰余としている。
- 『哲學の窮乏』（新潮社、1927年） - 『マルクス著作集』の一つ。現在は『哲学の貧困』と訳されているもの。独逸訳(オリジナルは仏蘭西語、カウツキーとベルンシュタインの訳)からの重訳。